# Péleus
Péleus (řecky Πηλεύς, latinsky Peleus) je v řecké mytologii syn aigínského krále Aiaka a jeho manželky Aigíny. Sám byl fthíjským králem.
Vykonal mnohé hrdinské činy, ale i činy, za které musel pykat. V mýtech však proslul zejména tím, že byl otcem největšího hrdiny trojské války, Achillea.
Když v mládí zabil v hádce svého bratra Fóka, uprchl ze své domoviny. Našel útočiště u fthíjského krále Eurytióna a s jeho dcerou Antigonou se oženil. Krátce nato prchal i z Fthíe – se svým tchánem se zúčastnil lovu na hrozného kalydónského kance a tam nešťastnou náhodou Eurytióna zabil. Uchýlil se do Iólku v Thessálii, kde ho přijal král Akastos. A série neštěstí pokračovala: Akastova manželka se do Pélea zamilovala, on však její lásku neopětoval. Ona ho obvinila, že ji chtěl svést. Akastos své ženě uvěřil a rozhodl se Pélea zabít. Vylákal ho do lesa, vzal mu meč a uschoval ho, aby se nemohl bránit. Péleus ho však našel, vrátil se do Iólku a zabil Akasta i jeho falešnou ženu.
Po období četných bohatých obětí, jimiž se Péleus očistil od krvavých činů, se vrátil do Fthíje, aby se ujal vlády. Jeho manželka už nebyla naživu. V té době se Zeus ucházel o mořskou bohyni Thetidu, když se mu donesla věštba, že její budoucí syn předčí svého otce. Zeus z milostného dobrodružství vycouval a Thetidu provdal za právě ovdovělého Pélea. Thetis ten sňatek nechtěla, ale proti Diově vůli nic nezmohla. Svatba se konala v jeskyni Kentaura Cheiróna za účasti všech bohů. Při hostině se odehrál proslulý spor o zlaté jablko ze zahrady Hesperidek, které přinesla bohyně sváru Eris. Mělo připadnout „té nejkrásnější“. Rozpoutal se spor, který vedl k trojské válce.
Manželství Pélea a Thetidy nebylo šťastné – ona se trápila sňatkem se smrtelným člověkem, on zase tím, že jejich synovi Achillovi chtěla dát nesmrtelnost, a proto ho natírala ambrózií a zakalovala nad ohněm. Péleus se domníval, že chce syna zahubit a vytasil na ni meč. Beze slova uprchla a už se k němu nikdy nevrátila. Stejně tak syn Achilleus – když dospěl, zvolil si slávu na poli válečném a pod hradbami Tróje položil život.

## Odraz v umění
Péleus ve společnosti Thetis je zobrazován zejména na vázových malbách, např. na Portlandské váze z 1. století n. l. (dnes v Britském muzeu v Londýně)